# شمس الدين العليمي
شمس الدين أبو عبد الله محمد بن عبد الرحمن بن محمد العمري العليمي الشافعي ثم الحنبلي (807 هـ - 873 هـ)، فقيه حنبلي ومحدث. هو أول حنبلي ولي قضاء الرملة ثم ولي قضاء القدس، وهو ثاني حنبلي ولي قضاء القدس، وهو أول حنبلي ولي قضاء بلد الخليل.

## نسبه
محمد بن عبد الرحمن بن محمد بن يوسف بن عيسى بن عبد الواحد بن عبد الرحيم بن محمد بن عبد المجير بن عبد السلام بن إبراهيم بن أبي الفياض بن أبي الحسن علي بن عليل بن محمد بن يوسف بن يعقوب بن عبد الرحمن بن عبد الله بن أبي حفص عمر بن الخطاب.

## سيرته
ولد في سنة 807 هـ بالرملة، ونشأ بها، ثم توجه إلى مدينة صفد، فأقام بها، وقرأ القرآن وحفظه برواية عاصم وأتقنها وأجيز بها، ثم عاد إلى مدينة الرملة، واشتغل بالعلم في مذهب أحمد بن حنبل، وحفظ الرقي، وكان أسلافه شافعية لم يكن فيهم حنبلي سواه، سافر إلى الشام، ومصر، وبيت المقدس، وأخذ عن علماء المذهب وأئمة الحديث.
تفقه على شهاب الدين بن يوسف المرداوي (ت. 850 هـ)، وبرع في المذهب، وأفتى وناظر، وأخذ الحديث عن جماعة من أعيان العلماء، وولي قضاء الرملة، ثم القدس، والخليل.
توفي بالطاعون بعد أذان الظهر من يوم الثلاثاء، 4 ذي القعدة، سنة 873 هـ بالدار الكائنة بداخل مسجد شيخه شهاب الدين بن أرسلان بحارة الباشقردي، وصلي عليه بعد العصر من يومه بجامع السوق، ودفن على باب الجامع الأبيض ظاهر مدينة الرملة من جهة الغرب، بجوار حوش ملاصق لحائط الجامع.